# Rudolph von Procházka
Rudolph (Rudolf) svobodný pán von Procházka (23. února 1864 Praha – 23. března 1936 Praha) byl český německojazyčný právník, hudební skladatel a hudební publicista (jako publicista používal též pseudonym Leon Elms).

## Život
Rudolph svobodný pán von Procházka pocházel ze starého měšťanského rodu původně ze Slaného, v roce 1818 povýšeného do šlechtického a roku 1836 do panského stavu. Již jako dítě projevoval básnický a hudební talent.
Procházka studoval v Praze práva, jakož i hru na housle a skladbu u Eduarda Witicha, Zdeňka Fibicha a Josefa Bohuslava Foerstera.
Od roku 1888 působil ve státních službách (v letech 1889–1897 v Chebu a Aši), poté zastával různá úřední místa v rodném městě. Byl spoluzakladatelem a prvním předsedou pražské Německé hudební akademie (Deutsche Musikakademie). Poté byl ministerským radou, c. k. okresním hejtmanem, důstojníkem s dekretem místodržitele a komisařem okresní záložny v Chebu.
V letech 1910–1925 působil jako zemský hudební referent, vedle toho byl místopředsedou c. k. zkušební komise pro učitele hudby na středních školách, členem direktoria Pražské konzervatoře (1904–1918), členem znaleckého sboru pro obor hudebního umění v Praze a činným členem Spolku pro podporu hudebního umění (Verein zur Förderung der Tonkunst). Jako publicista přispíval do pražských deníků Prager Tagblatt (1897–1911) a Prager Abendblatt (1925–1936).
Procházka byl považován za odborníka v oblasti autorských práv a působil mimo jiné jako zástupce vlády v Pracovním výboru pro německou lidovou píseň v Čechách (Arbeitsausschuss für das deutsche Volkslied in Böhmen).
Roku 1893 se oženil s pěvkyní Antonií Ludmilou (Toniou) Gundlingovou (1861–1945), pozdější předsedkyní Klubu německých umělkyň v Praze, s níž měl syna Romana von Procházku (1900–1990), právníka, diplomata a genealoga.

### Tvorba
Von Procházkova hudební tvorba se vyznačují silně mystickým až esoterickým nádechem. Zprvu se orientoval zejména na hudbu Roberta Schumanna a Roberta Franze, pak se však od vlivu svých vzorů obsahově i formálně osvobodil.
Jako hudební publicista sepsal životopisy Roberta Franze a Johanna Strausse; zvlášť významná je jeho kniha Mozart v Praze (1892), první souborné pojednání o vztahu Wolfganga Amadea Mozarta k tomuto městu.

## Dílo (výběr)

### Hudební díla
- opera Agamemnon
- op. 15 opera Štěstí (Das Glück), 1897
- oratorium Kristus. Mystérium jeho utrpení (Christus. Das Mysterium seines Leidens), 1901
- op. 13 kantáty Žalmy (Die Psalmen) pro soprán, mužský sbor a orchestr
- op. 14 kantáta Palmy (Die Palmen) pro mužský sbor, sóla a orchestr
- op. 18 Harfeníkovy variace pro orchestr na téma W. A. Mozarta
- op. 20 kantáta Mořské růže (Seerosen) pro mužský sbor, sóla a orchestr
- op. 24 symfonická píseň beze slov
- op. 26 německočeské "kolo" pro čtyřruční klavír

### Literární díla
- Asteroidy (Asteroiden), sbírka básní, 1887
- Pokus o reformu německého lyrického básnictví (Versuch einer Reform der deutschen Lyrik), 1888
- České hudební školy 1700-1800 (Die böhmischen Musikschulen 1700-1800), 1890
- Mozart v Praze (Mozart in Prag), Praha 1892
- Robert Franz (životopis), Lipsko 1894
- Arpeggia: Hudební postřehy z dob starých i nových (Arpeggien: Musikalisches aus alten und neuen Tagen), Drážďany 1897
- Johann Strauß, Berlín 1900
- Z pěti století (Aus fünf Jahrhunderten), Praha 1911
- Praha hudebního romantismu (Das romantische Musik-Prag), Praha 1914
- Pražský spolek pro komorní hudbu (Der Kammermusikverein in Prag), Praha 1926